# المجموعة الفردانية R1b
المجموعة الفردانية R1b، أو R-M343، المعرُوفة اختصارًا السُّلالة R1b، هي مجموعة فردانيَّة بشريَّة ذكوريَّة، وتُعرف سابقًا باسم Hg1 و Eu18.
وهي السُّلالة الذكوريَّة الأكثر انتشارًا في أوروبا الغربية، وكذلك بعض أجزاء روسيا (مثل قوميَّة الباشكير التُّرك) ولها امتداد عبر منطقة الساحل في أفريقيا الوسطى لدول عديدة مثل: الكاميرون، وتشاد، وغينيا، وموريتانيا، ومالي، والنيجر، ونيجيريا، والسنغال (تتركز في أجزاء من تشاد مع تركزها ضمن قبيلة الهوسا وبين المجموعات العرقية الناطقة باللغة التشادية في الكاميرون).
يتواجد الفرع الحيوي أيضًا بترددات منخفضة في جميع أنحاء أوروبا الشرقية وغرب آسيا وآسيا الوسطى بالإضافة إلى أجزاء من شمال أفريقيا وجنوب آسيا وآسيا الوسطى.
تحتوي السُّلالة R1b على فرعين أساسيين: R1b1-L754 وR1b2-PH155. ويحتوي R1b1-L754 على فئتين فرعيتين رئيسيتين: R1b1a1b-M269، التي تسود في أوروبا الغربية، وR1b1b-V88، وهي شائعة اليوم في أجزاء من وسط أفريقيا. أما الفرع الآخر، R1b2-PH155، فهو نادر جدًا ومنتشر على نطاق واسع بحيث يصعب استخلاص أي استنتاجات حول أصوله. وقد تم العثور عليها في البحرين والهند ونيبال وبوتان ولاداخ الهنديَّة وطاجيكستان وتركيا وغرب الصين.

## الأصل
تم تقدير عمر R1 بواسطة العالمة الوراثيَّة تاتيانا كارافيت في سنة (2008) ما بين 12,5 ألف و25,7 ألف سنة مضت، وعلى الأرجح حدث ذلك قبل حوالي 18,5 ألف سنة. ونظرًا لأن أقدم مثال معروف يرجع تاريخه إلى حوالي 14 ألف سنة مضت، وينتمي إلى السُّلالة R1b1 (R-L754)، فيجب أن يكون R1b قد نشأ بعد وقت قصير نسبيًا من ظهور R1.

## التوزيع

### R1b* (R-M343*)
لم يتم الإبلاغ عن أي حالات مؤكدة لـ R1b* (R-M343*) – أي R1b (xR1b1, R1b2)، المعروف أيضًا باسم R-M343 (xL754, PH155) – في الأدبيات التي راجعها النظراء.
R-M343 (xM73، M269، V88)
يُعتقد أن الأكراد المُستوطنين في جنوب شرق كازاخستان، يحملون أعلى نسبة من الفرع R-M343 (xM73، M269، V88) بنسبة 13٪. ومع ذلك، في الآونة الأخيرة، كشفت دراسة كبيرة عن تباين كروموسوم الصبغي الذكوري في إيران، أن نسبة R-M343 (xV88، M73، M269) تصل إلى 4.3٪ بين المجموعات السكانية الفرعية الإيرانية.
| القارة  | المنطقة             | عدد العينات | إجمالي R1b | R-P25 (غير موثوق بها علامة لـ R1b1*) | R-V88 (R1b1b) | R-M269 (R1b1a1a2) | R-M73 (R1b1a1a1) |
| ------- | ------------------- | ----------- | ---------- | ------------------------------------ | ------------- | ----------------- | ---------------- |
| إفريقيا | شمال إفريقيا        | 691         | 5.9%       | 0.0%                                 | 5.2%          | 0.7%              | 0.0%             |
| إفريقيا | منطقة الساحل الوسطى | 461         | 23.0%      | 0.0%                                 | 23.0%         | 0.0%              | 0.0%             |
| إفريقيا | غرب إفريقيا         | 123         | 0.0%       | 0.0%                                 | 0.0%          | 0.0%              | 0.0%             |
| إفريقيا | شرق إفريقيا         | 442         | 0.0%       | 0.0%                                 | 0.0%          | 0.0%              | 0.0%             |
| إفريقيا | جنوب إفريقيا        | 105         | 0.0%       | 0.0%                                 | 0.0%          | 0.0%              | 0.0%             |
| أوروبا  | غرب أوروبا          | 465         | 57.8%      | 0.0%                                 | 0.0%          | 57.8%             | 0.0%             |
| أوروبا  | شمال غرب أوروبا     | 43          | 55.8%      | 0.0%                                 | 0.0%          | 55.8%             | 0.0%             |
| أوروبا  | أوروبا الوسطى       | 77          | 42.9%      | 0.0%                                 | 0.0%          | 42.9%             | 0.0%             |
| أوروبا  | شمال شرق أوروبا     | 74          | 1.4%       | 0.0%                                 | 0.0%          | 1.4%              | 0.0%             |
| أوروبا  | الرُّوس               | 60          | 6.7%       | 0.0%                                 | 0.0%          | 6.7%              | 0.0%             |
| أوروبا  | أوروبا الشرقيَّة      | 149         | 20.8%      | 0.0%                                 | 0.0%          | 20.8%             | 0.0%             |
| أوروبا  | جنوب شرق أوروبا     | 510         | 13.1%      | 0.0%                                 | 0.2%          | 12.9%             | 0.0%             |
| آسيا    | غرب آسيا            | 328         | 5.8%       | 0.0%                                 | 0.3%          | 5.5%              | 0.0%             |
| آسيا    | جنوب آسيا           | 288         | 4.8%       | 0.0%                                 | 0.0%          | 1.7%              | 3.1%             |
| آسيا    | جنوب شرق آسيا       | 10          | 0.0%       | 0.0%                                 | 0.0%          | 0.0%              | 0.0%             |
| آسيا    | شمال شرق آسيا       | 30          | 0.0%       | 0.0%                                 | 0.0%          | 0.0%              | 0.0%             |
| آسيا    | شرق آسيا            | 156         | 0.6%       | 0.0%                                 | 0.0%          | 0.6%              | 0.0%             |
| Total   | Total               | 5326        |            |                                      |               |                   |                  |

### R1b (R-L278)
يقع R-L278 بين الرجال المعاصرين ضمن الفئتين الفرعيتين R-L754 وR-PH155، على الرغم من أنه من الممكن وجود بعض أنواع R-L278* النادرة جدًا حيث لم يتم اختبار جميع الأمثلة لكلا الفرعين. قد توجد أمثلة أيضًا في الحمض النووي القديم، على الرغم من أنه بسبب الجودة الرديئة غالبًا ما يكون من المستحيل معرفة ما إذا كان القدماء قد حملوا الطفرات التي تحدد الفئات الفرعية أم لا.
بعض الأمثلة الموصوفة في المقالات القديمة، على سبيل المثال، تم العثور على اثنان في تركيا، يُعتقد الآن أنها موجودة في الغالب في الفئة الفرعية المكتشفة مؤخرًا R1b1b (R-V88). ولذلك تقع معظم أمثلة R1b ضمن الفئات الفرعية R1b1b (R-V88) أو R1b1a (R-P297). كروسياني وآخرون. في الدراسة الكبيرة التي أجريت عام 2010، وجدت 3 حالات بين 1173 إيطاليًا، وواحدة من بين 328 من غرب آسيا وواحدة من بين 156 من شرق آسيا. وجد الباحث فارزاري 3 حالات في أوكرانيا، في دراسة أجريت على 322 شخصًا من منطقة دنيستر، جبال الكاربات، الذين كانت نتيجة فحصهم إيجابية لـ P25، ولكن سلبية لـ M269. الحالات من الدراسات القديمة هي بشكل رئيسي من أفريقيا والشرق الأوسط أو البحر الأبيض المتوسط، ويتم مناقشتها أدناه كحالات محتملة لـ R1b1b (R-V88).

### R1b1 (R-L754)
يحتوي R-L754 على الغالبية العظمى من R1b. المثال الوحيد المعروف لـ R-L754* (xL389، V88) هو أيضًا أول فرد معروف يحمل R1b:" Villabruna 1"، الذي عاش قبل حوالي 14 ألف سنة مضت (شمال شرق إيطاليا). تنتمي Villabruna 1 إلى ثقافة إبيغرافييتة.

### R1b1a (R-L389)
يحتوي الفرع R-L389، والمعروف أيضًا باسم R1b1a (L388/PF6468، L389/PF6531)، على الفئة الفرعية الشائعة جدًا R-P297 والفئة الفرعية النادرة R-V1636. ومن غير المعروف ما إذا كانت جميع عينات R-L389* (xP297) التي تم الإبلاغ عنها سابقًا تنتمي إلى R-V1636 أم لا.

### R1b1a1 (R-P297)
تم التعرف على علامة P297 في عام 2008 باعتبارها سلفًا للفئتين الفرعيتين المهمتين M73 وM269، وتم دمجهما في مجموعة واحدة. وقد أُعطي هذا الاسم التطوري R1b1a1a (وسابقًا R1b1a).

### R1b1a1a (R-M73)
وجد الباحث ماليارتشوك وآخرون في سنة (2011) وجود انتشار للفرع R-M73 بنسبة 13.2% (5/38) من شورز، 11.4% (5/44) من تيليوتس، 3.3% (2/60) من كالميكس، 3.1% (2/64) من خقاسيا، 1.9% (2/108) من التوفينيين، و1.1% (1/89) من الألتايين. ينتمي الكالميكس والتوفينيون والألتايون إلى مجموعة Y-STR المميزة بـ DYS390=19، DYS389=14-16 (أو 14-15 في حالة الفرد الألتاي)، وDYS385=13-13.
في حين أن الأبحاث المبكرة حول الفرع R-M73 زعمت أنها كانت ممثلة بشكل كبير بين قوميَّة الهزارة في أفغانستان والبشكير في جبال الأورال، فمن الواضح أن هذا قد تم نقضه. على سبيل المثال، المواد الداعمة من دراسة أجراها بيهار وغيره سنة 2010 م، اقترح أن الباحث سينغوبتا وآخرون في سنة 2006 م، أنه أخطأ في التعرف على أفراد الهزارة، الذين ينتمون بدلاً من ذلك إلى "PQR2" بدلاً من "R(xR1a)." ومع ذلك، فقد تم تصنيف الحمض النووي الذكوري الخاص بعينات الهزارة ضمن فئة "PQR2" بواسطة Behar et al. (2010) من المحتمل أن يُعزى ذلك إلى العادة التي كانت شائعة لفترة من الوقت والتي تتمثل في تصنيف R-M269 كـ "R1b" أو "R(xR1a)،" مع وضع أي أعضاء من R-M343 (xM269) في مجموعة متعددة العرقيات. جميع الفئات "R*" أو "P". مايريس وآخرون. (2011)، دي كريستوفارو وآخرون. (2013)، وليبولد وآخرون. (2014) يتفق الجميع على أن Y-DNA بنسبة 32% (8/25) من عينة HGDP من الهزارة الباكستانية يجب أن تنتمي إلى المجموعة الفردانية R-M478/M73. وبالمثل، تم العثور على معظم الذكور الباشكيرية ينتمون إلى U-152 (R1b1a1a2a1a2b) وبعضهم، معظمهم من جنوب شرق باشكورتوستان، ينتمون إلى المجموعة الفردانية Q-M25 (Q1a1b) بدلاً من R1b؛ يتعارض مع هذا، مايريس وآخرون. (2011) وجدوا تكرارًا عاليًا لـ R-M73 بين عينة الباشكير من جنوب شرق باشكورتوستان (77/329 = 23.4% R1b-M73)، وذلك بالاتفاق مع الدراسة السابقة للباشكير. إلى جانب التردد العالي لـ R-M73 في جنوب شرق الباشكير، مايريس وآخرون. كما أبلغ عن العثور على R-M73 في العينات التالية: 10.3% (14/136) من البلقاريين من شمال غرب القوقاز، 9.4% (8/85) من عينات HGDP من شمال باكستان (هؤلاء هم الهزارة الباكستانيون المذكورون أعلاه)، 5.8% (4/69) من القراشاي من شمال غرب القوقاز، 2.6% (1/39) من التتار من باشكورتوستان، 1.9% (1/54) من البشكير من جنوب غرب باشكورتوستان، 1.5% (1/67) من الميجريل من جنوب القوقاز ، 1.4% (1/70) من البشكير من شمال باشكورتوستان، 1.3% (1/80) من التتار من قازان، 1.1% (1/89) من عينة من كابادوكيا، تركيا، 0.7% (1/141) من القبارديين من شمال غرب القوقاز، 0.6% (3/522) من مجموعة العينات من تركيا، و0.38% (1/263) من الروس من وسط روسيا.

### R1b1a1b (R-M269)

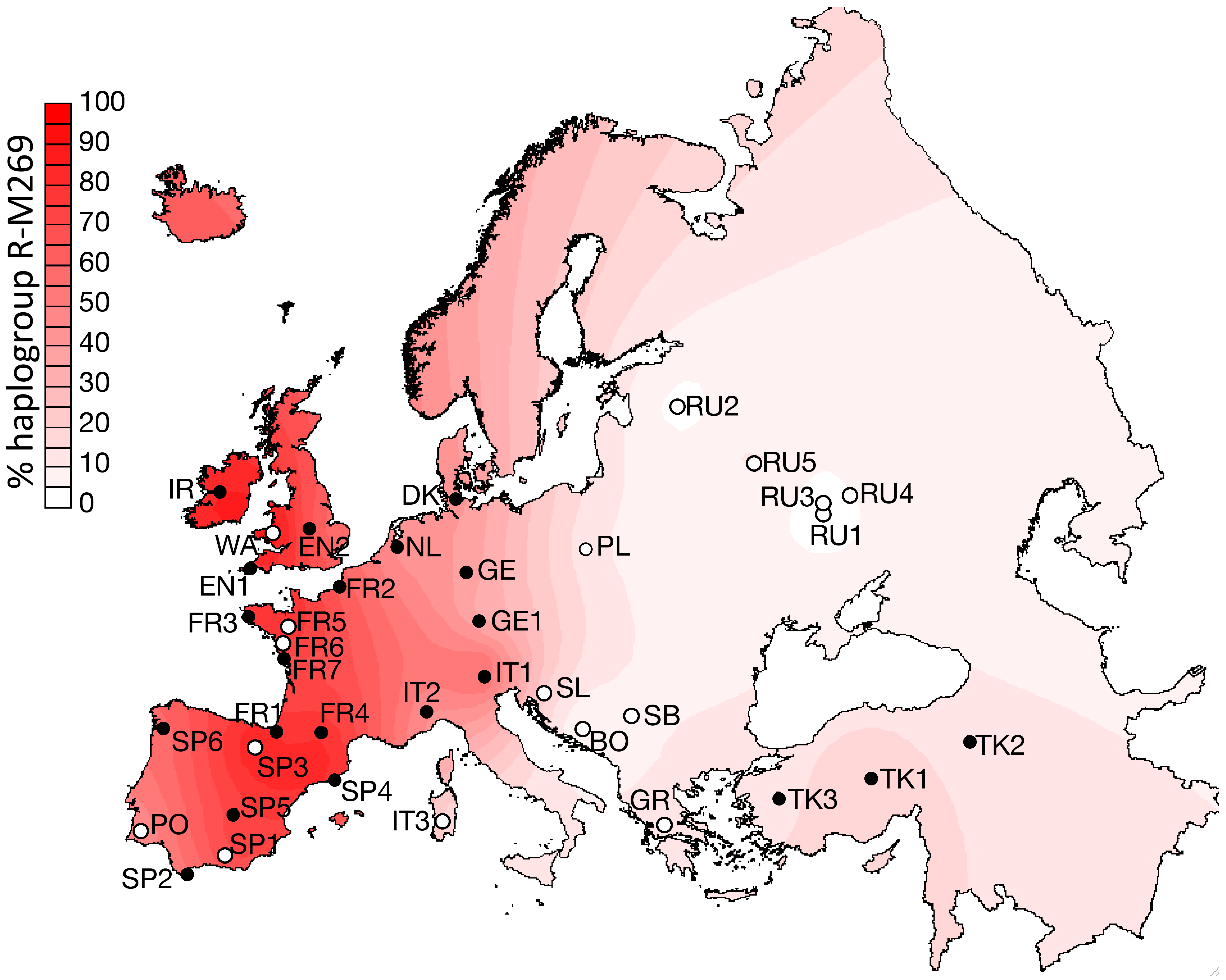
توزع التردد المكاني المتوقع داخل أوروبا للسُّلالة R-M269.

كشفت الدراسات الجينية التي أجريت منذ عام 2015 أن حضارة يامنايا، التي يُعتقد أنها حدثت في مرحلة ما عن اللغة الهندو أوروبية البدائية، تحمل R1b-L23.

حظيت السُّلالة R-M269 باهتمام علمي وشعبي كبير نظرًا لارتباطه المحتمل بالتوسع الهندي الأوروبي في أوروبا. على وجه التحديد، تم العثور على الفئة الفرعية R-Z2103 السائدة في الحمض النووي القديم المرتبط بثقافة يامنايا. وقد تم تحديد جميع الأفراد السبعة في فرد واحد على أنهم ينتمون إلى الفئة الفرعية R1b-M269.
يزداد توزيع R-M269 في أوروبا من الشرق إلى الغرب. ويبلغ ذروته على المستوى الوطني في ويلز بمعدل 92%، وبنسبة 82% في أيرلندا، و70% في اسكتلندا، و68% في إسبانيا، و60% في فرنسا (76% في نورماندي لوحدها)، وحوالي 60% في البرتغال، 50% في ألمانيا، 50% في هولندا، 47% في إيطاليا ،  45% في شرق إنجلترا و42% في أيسلندا. كما يصل R-M269 إلى مستويات تصل إلى 95% في أجزاء من أيرلندا. تم العثور عليه أيضًا بترددات أقل في جميع أنحاء وسط أوراسيا، ولكن بتردد مرتفع نسبيًا بين الباشكير في منطقة بيرم (84.0٪). وتوجد هذه العلامة في الصين والهند بترددات تقل عن واحد بالمائة. في شمال أفريقيا والجزر المجاورة، في حين أن R-V88 (R1b1b) ممثل بقوة أكبر، يبدو أن R-M269 كان موجودًا منذ العصور القديمة. تم العثور على R-M269، على سبيل المثال، بمعدل ~ 44% بين البقايا التي يرجع تاريخها إلى القرن الحادي عشر إلى القرن الثالث عشر في بونتا أزول، في جزر الكناري. وقد تم ربط هذه البقايا بالغوانش (أو البيمابي)، وهي مجموعة فرعية من الغوانش. أما عند الذكور الأحياء، فتبلغ ذروتها في أجزاء من شمال أفريقيا، وخاصة الجزائر، بنسبة 10%. بينما في أفريقيا جنوب الصحراء الكبرى، يبدو أن R-M269 يصل إلى ذروته في ناميبيا، وذلك بمعدل 8% بين ذكور شعب الهيريرو. في غرب آسيا، تم الإبلاغ عن وجود R-M269 في 40% من الذكور الأرمن وأكثر من 35% في الذكور التركمان. (يسرد الجدول أدناه بمزيد من التفصيل ترددات M269 في مناطق آسيا وأوروبا وأفريقيا)
تم الإبلاغ عن R-L23 (Z2105/Z2103؛ ويعرف أيضًا باسم R1b1a1b1) بين شعوب إديل أورال (بواسطة بحث تروفيموفا في سنة 2015): 21 من 58 (36.2٪) من منطقة بورزيانسكي الباشكيرية، 11 من 52 (21.2) %) من الأدمرت، 4 من 50 (8%) كومي، 4 من 59 (6.8%) موردفين، 2 من 53 (3.8%) بيسيرميان و1 من 43 (2.3%) تشوفاش كانوا R1b -L23.
يبدو أن الفئات الفرعية ضمن المجموعة شبه R-M269(xL23) - أي R-M269* و/أو R-PF7558 - توجد بأعلى تردد لها في وسط البلقان، وخاصة كوسوفو بنسبة 7.9%، ومقدونيا الشمالية 5.1% وصربيا. 4.4%. على عكس معظم المناطق الأخرى التي بها نسب كبيرة من R-L23، تتميز كوسوفو وبولندا والبشكير في جنوب شرق باشكورتوستان بوجود نسبة عالية من R-L23 (xM412) - بمعدلات 11.4% (كوسوفو)، 2.4% ( بولندا) و2.4% جنوب شرق باشكورتوستان. (يتميز سكان الباشكير هذا أيضًا بالمستوى العالي من R-M73 (R1b1a1a1)، بنسبة 23.4%) وكذلك خمسة أفراد من أصل 110 تم اختبارهم في وادي أرارات في أرمينيا ينتمون إلى R-M269(xL23) و36 إلى R-L23*، ولا ينتمي أي منهم إلى الفئات الفرعية المعروفة من L23.
في عام 2009، تم استخراج الحمض النووي من عظام الفخذ لستة هياكل عظمية في مكان دفن من العصور الوسطى المبكرة في إرغولدينغ (بافاريا، ألمانيا) يعود تاريخها إلى حوالي عام 670 بعد الميلاد، مما أدى إلى النتائج التالية: تم العثور على 4 منها لتكون المجموعة الفردانية R1b مع أقرب تطابقات في المجموعات السكانية الحديثة. من ألمانيا وإيرلندا والولايات المتحدة الأمريكية بينما كان هناك اثنان في السُّلالة الفردانيَّة G2a.

## رجال بارزون

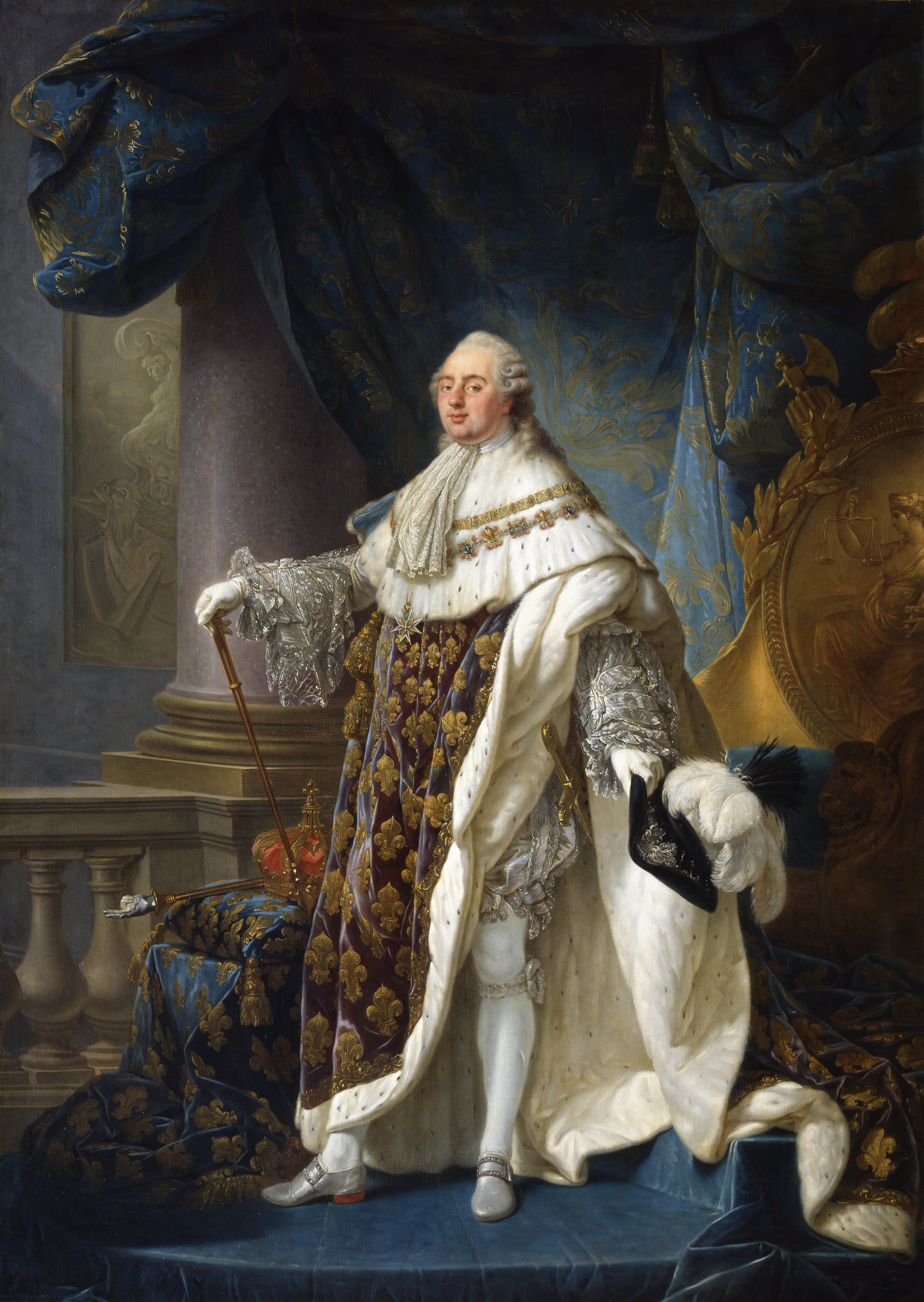
لويس السادس عشر، آخر مُلوك فرنسا، أحد المُنتمين للسُّلالة R1b

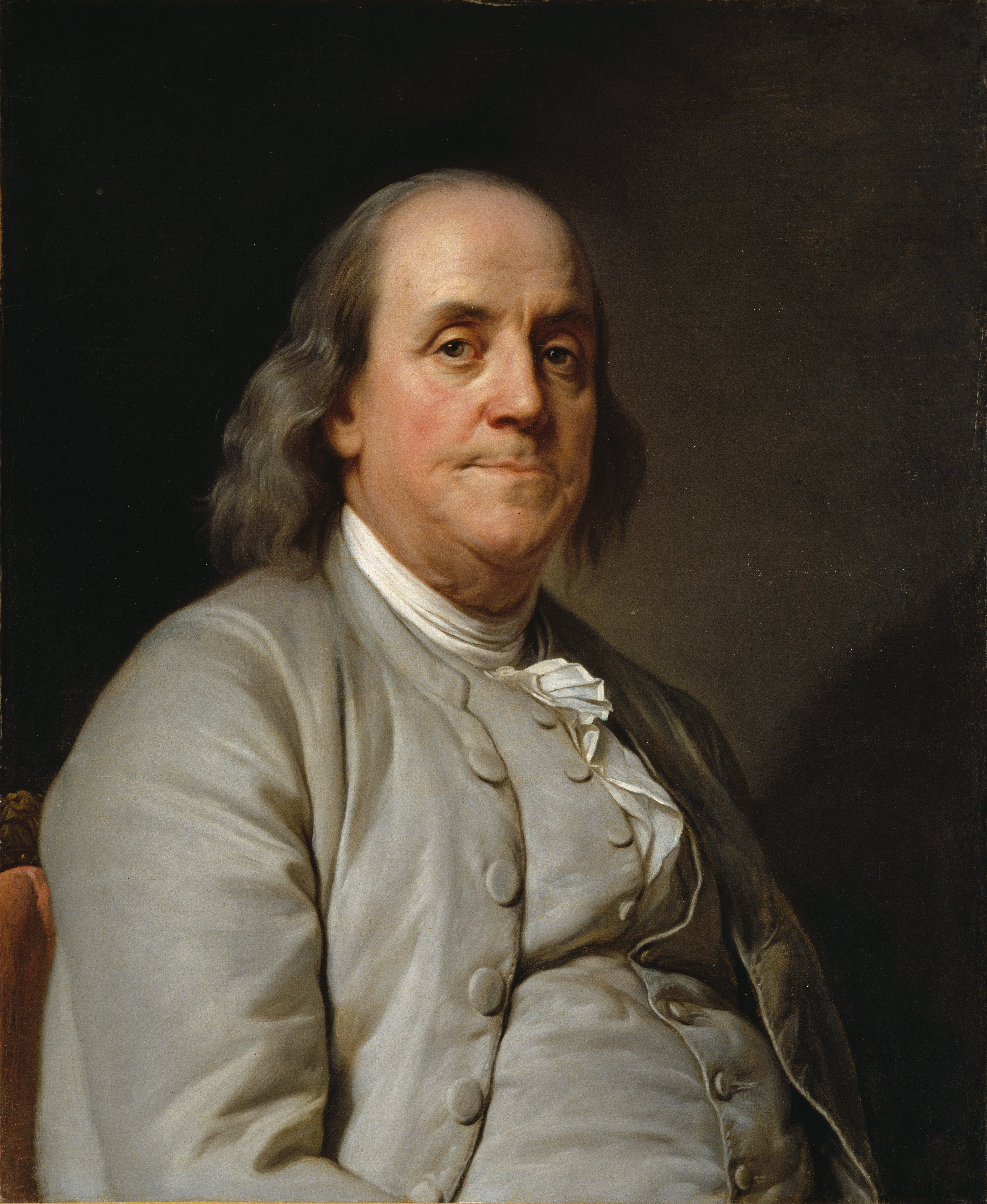
بنجامين فرانكلين، أول رُؤساء الولايات المتحدة الأمريكيَّة، ينتمي إلى السُّلالة R1b

من خلال الاختبار المباشر أو اختبار أحفادهم وأدلة الأنساب، تبين أن الأشخاص البارزين التاليين ينتمون إلى السُّلالة R1b:

### فرع S1200
- جون آدامز، ثاني رُؤساء الولايات المُتحدة الأمريكيَّة.
- جون كوينسي آدامز، سادس رُؤساء الولايات المُتحدة الأمريكيَّة.
- توماس إديسون، رجل أعمال ومُخترع أمريكي.

### فرع U106

#### الأسر
- آل بوربون، عائلة ملكيَّة أوروبيَّة، خرج منها عدد من المُلوك الفرنسيين مثل لويس التاسع، وهنري الرابع، ولويس السادس عشر آخر مُلوك فرنسا قبل الثَّورة الفرنسيَّة وإنشاء الجمهورية الفرنسية، وكذلك مُلوك إسبانيا الحاليين مثل ألفونسو الثَّالث عشر، وخوان كارلوس الأول، والملك الإسباني الحالي فيليب السادس.
- آل فتين، عائلة ملكيَّة أوروبيَّة حكم بعض أبنائها العديد من الدُّول الأوروبيَّة، بدايةً من إمارات ساكسونيا، وساكسونيا أنهالت، وتورينغن الألمانيَّة، وحكموا بلجيكا، ومنهم الملك الحالي فيليب، وكذلك حكموا بريطانيا العظمى، ومنهم الملك جورج الخامس وحفيدته الملكة إليزابيث الثانية، وفترة من مملكة بلغاريا، وفترة من مملكة بولندا، وفترة من مملكة البرتغال. تُعد العائلة من أقدم السُّلالات النبيلة في أوروبا.

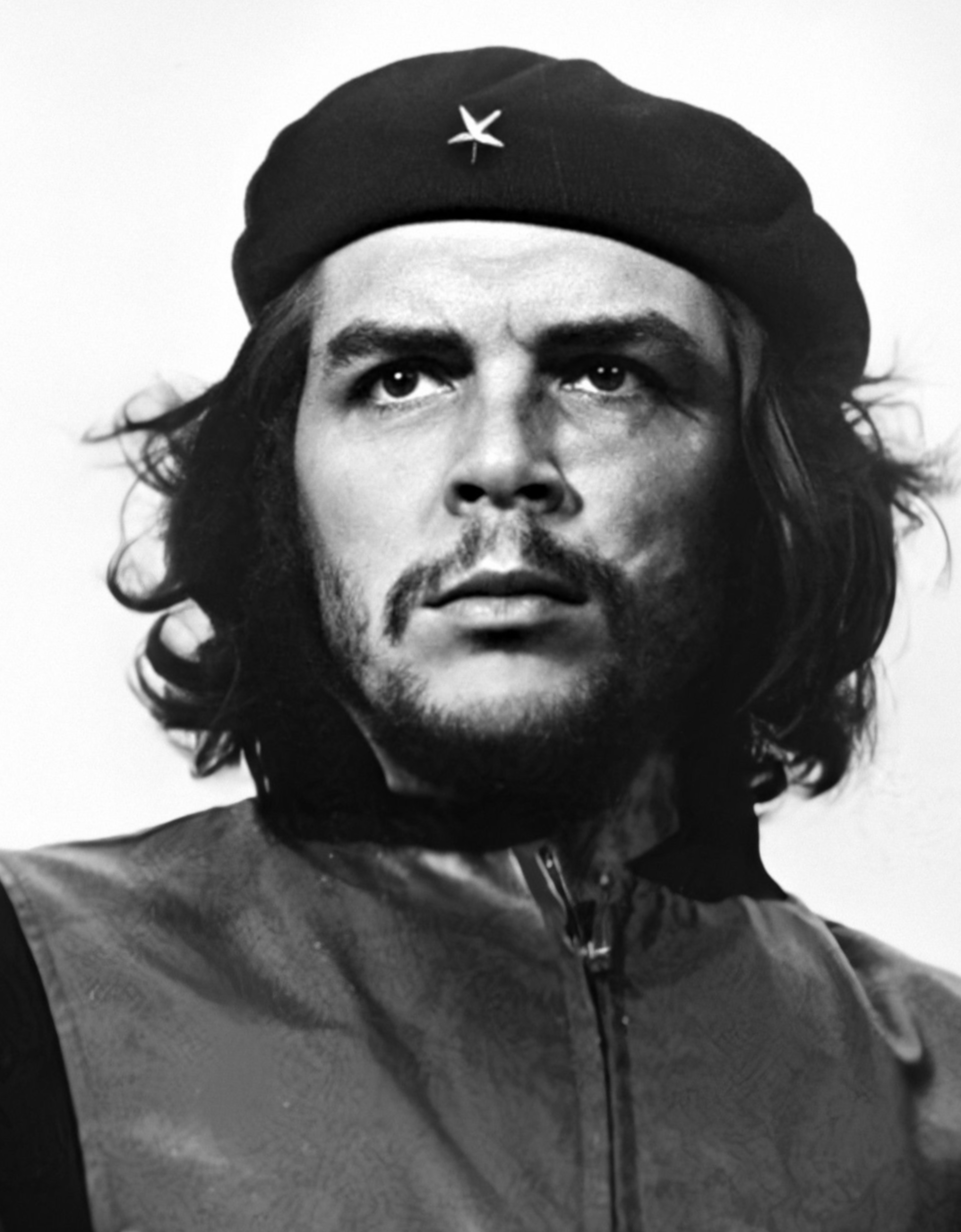
تشي جيفارا، ثوري أرجنتيني-كوبي ماركسي، أحد المُنتمين للسُّلالة R1b

#### أشخاص
- بنجامين فرانكلين، أحد الآباء المُؤسسين للولايات المُتحدة الأمريكيَّة.
- جيمس بوك، الرئيس الحادي عشر للولايات المُتحدة الأمريكيَّة.
- فرانكلين بيرس، الرئيس الرَّابع عشر للولايات المُتحدة الأمريكيَّة.
- يوليسيس جرانت، الرئيس الثَّامن عشر للولايات المُتحدة الأمريكيَّة.
- ويليام هوارد تافت، الرئيس السَّابع والعشرين للولايات المُتحدة الأمريكيَّة.
- ناثان بيدفورد فورست، جنرال عسكري كبير خدم في الولايات الكونفدرالية الأمريكية.
- جون ويذرسبون، قس وسياسي أمريكي.
- جون روتليدج، قاضي أمريكي.
- إرنست همينغوي، كاتب وصحفي أمريكي.
- جيمس واتسون، عالم وراثة وأحياء أمريكي.
- أليك بالدوين، مُمثل أمريكي.
- وودي هارلسون، مُمثل أمريكي.

### فرع P312

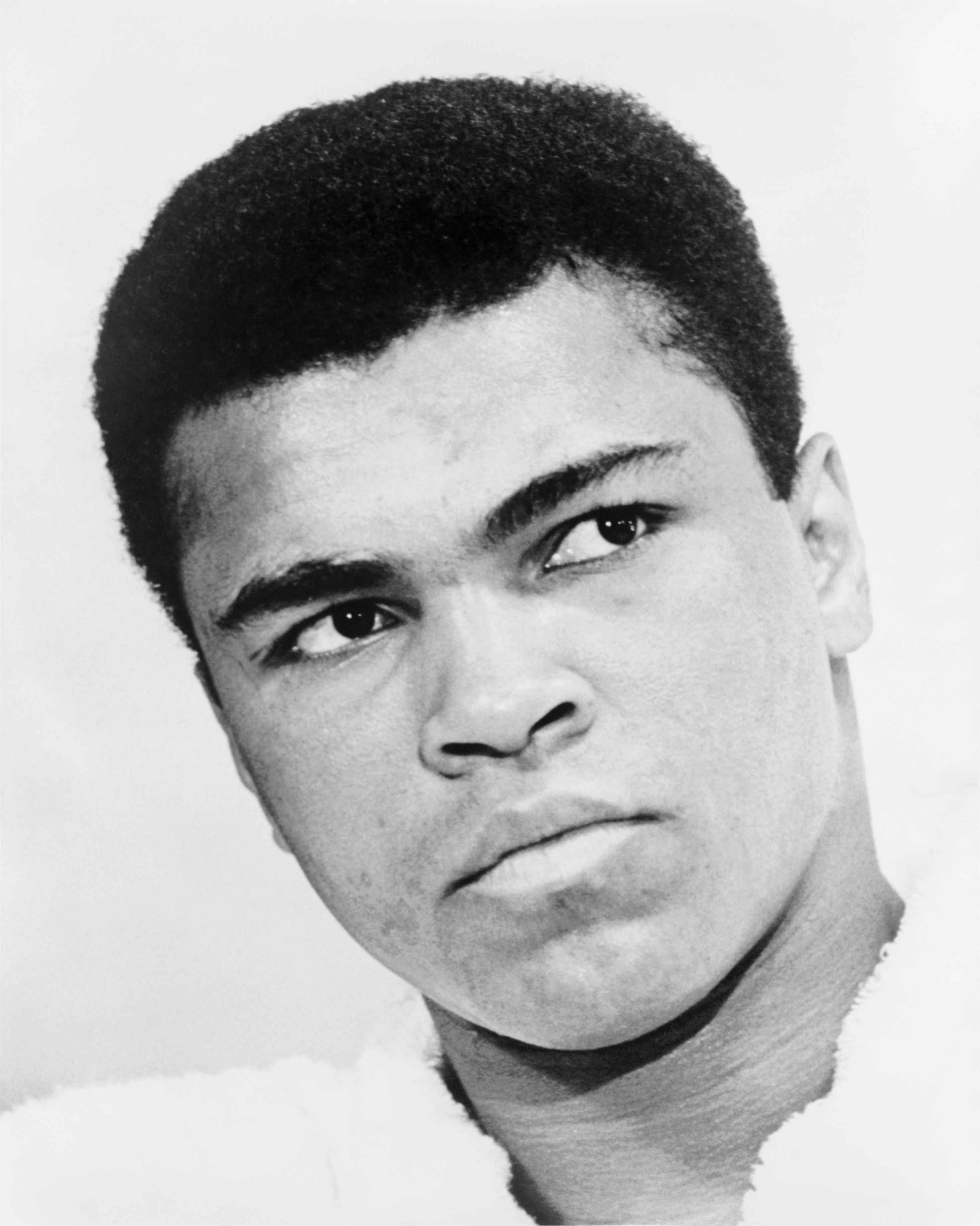
المُلاكم الشهير مُحمَّد علي، ينتمي إلى السُّلالة R1b

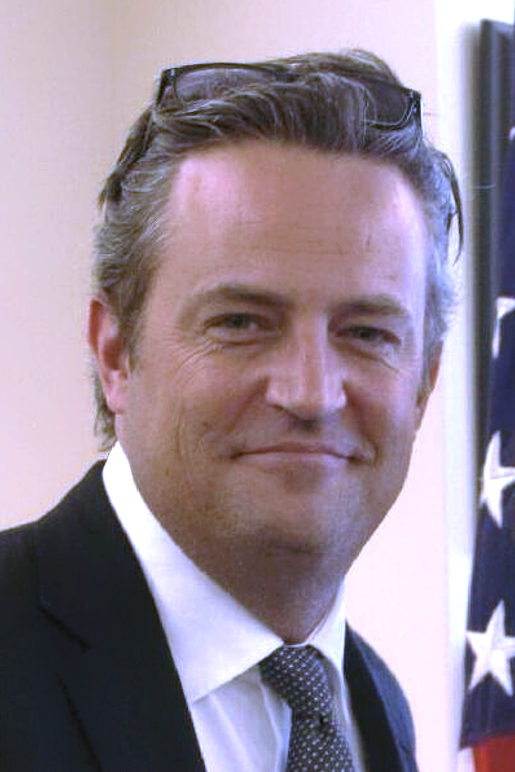
ماثيو بيري، مُمثل أمريكي عُرف بدوره في مسلسل فريندز، أحد المُنتمين للسُّلالة R1b

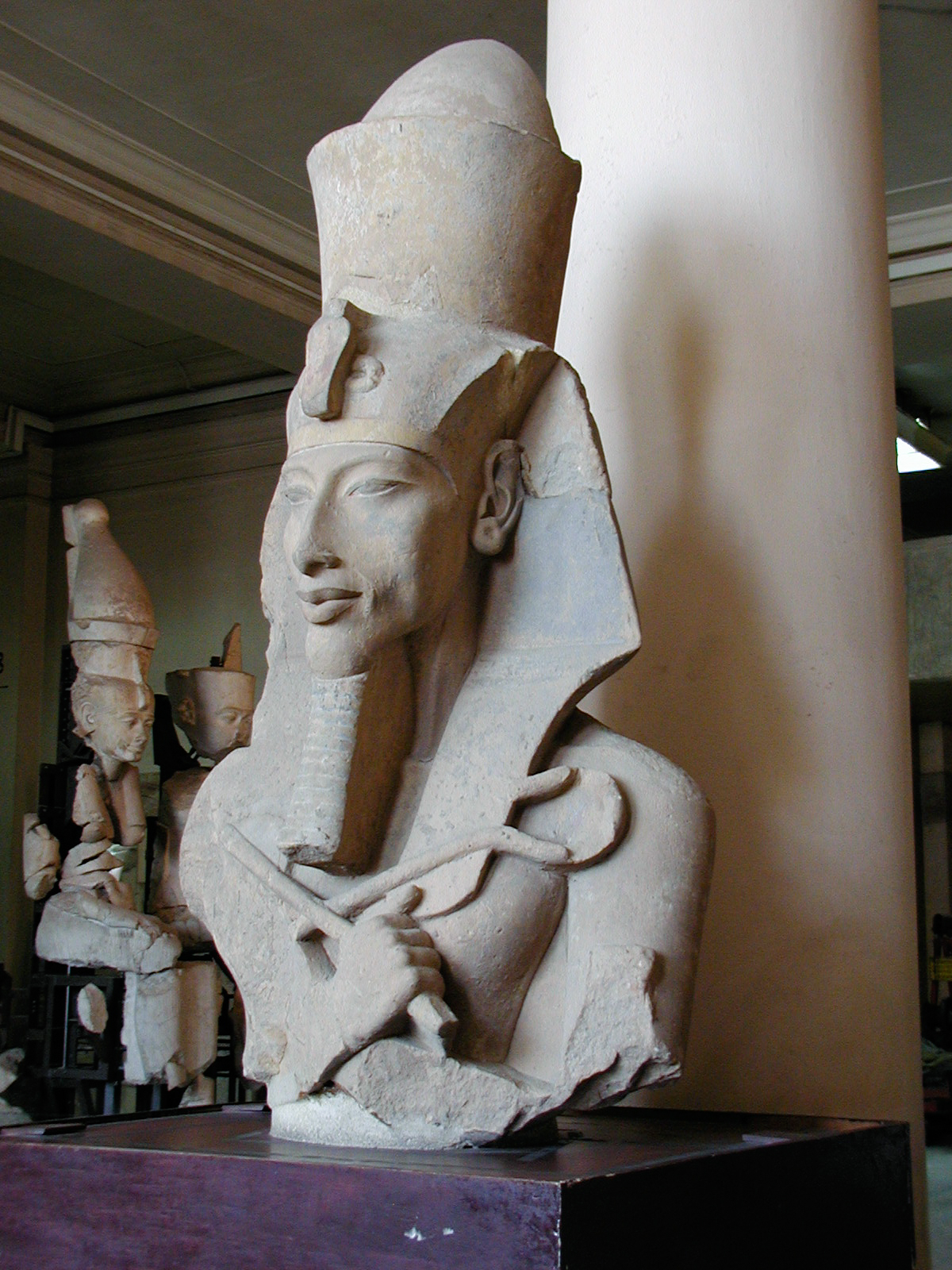
أخناتون، أحد الفراعنة المصريين من الأسرة الثامنة عشر، ينتمي للسُّلالة R1b

- وودرو ويلسون، الرئيس الثَّامن والعشرون للولايات المُتحدة الأمريكيَّة.
- فيليب كالفرت، سياسي أمريكي.
- بيتن راندولف، سياسي أمريكي، بناءً على نتائج من نفس العائلة.

### فرع L21

#### الأسر
- آل هسن، عائلة ملكيَّة أوروبيَّة، كان آخر ملوكها الذي حكموا دوقيَّة هسن، هو إرنست لويس.
- أسرة ستيوارت، عائلة بريطانيَّة-اسكتلنديَّة، مُؤسسها هو روبرت الثاني ملك إسكتلندا، ومن آخر المُلوك الذين عرفوا من السُّلالة، آن (ملكة بريطانيا العظمى)، ابنة جيمس الثاني ملك إنجلترا.

#### أشخاص
- روب روي ماكغريغور، مُتمرد اسكتلندي شهير.
- باتريك هنري، أحد الآباء المُؤسسين للولايات المُتحدة الأمريكيَّة.
- زكاري تايلور، الرئيس الثاني عشر للولايات المُتحدة الأمريكيَّة.
- رذرفورد بي هايز، الرئيس التاسع عشر للولايات المُتحدة الأمريكيَّة.
- ويليام ماكينلي، الرئيس الخامس والعشرين للولايات المُتحدة الأمريكيَّة.
- وارن جي هاردينغ، الرئيس التاسع والعشرين للولايات المُتحدة الأمريكيَّة.
- روجر شيرمان، سياسي أمريكي.
- هنري كلاي، سياسي أمريكي.
- وليم غلادستون، سياسي ليبرالي ورئيس وزراء بريطانيا العظمى لمدة 12 عامًا.
- جوزيف سميث، مؤسس طائفة كنيسة يسوع المسيح لقديسي الأيام الأخيرة، المعرُوفة باسم المُورمون.
- جورج برينتون ماكليلان، القائد العام لجيش الولايات المُتحدة وحاكم ولاية نيوجيرسي.
- جون بيربونت مورجان، مُستثمر ومصرفي أمريكي كبير، ومُؤسس شركته المصرفيَّة التي عُرف لاحقًا باسمه جي بي مورغان تشيس وأصبحت من أكبر البنوك في الولايات المُتحدة.[26]
- تشي جيفارا، ثوري أرجنتيني/كوبي ماركسي.
- مُحمَّد علي، مُلاكم أمريكي، يُصنف من أفضل المُلاكمين على مر التاريخ.
- مات بلانك، مُمثل أمريكي.

### فرع U152

#### الأسر
- آل هابسبورغ، عائلة ملكيَّة أوروبيَّة، كانوا من أوائل حُكام الإمبراطوريَّة الرُّومانيَّة المُقدَّسة وذلك من سنة 1438 حتى 1740 م، وحكموا إسبانيا، والنمسا في فترات.

#### أشخاص
- جورج واشنطن، أوَّل رُؤساء الولايات المُتحدة الأمريكيَّة.
- أبراهام لينكون، الرئيس السَّادس عشر للولايات المُتحدة الأمريكيَّة.
- جروفر كليفلاند، الرئيس الثاني والعشرين وأيضًا الرئيس الرَّابع والعشرين للولايات المُتحدة الأمريكيَّة.
- مايكل جاكسون، مُغني أمريكي شهير.
- كيفين كوستنر، مُمثل أمريكي.
- ماثيو بيري، مُمثل أمريكي وكندي.

### فرع DF27

#### الأسر
- آل برنادوت، الأسرة الحاكمة في السويد.

#### أشخاص
- جون هانكوك، سياسي أمريكي وكان من مُوقعي إعلان الاستقلال الأمريكي.
- جورج بوش الأب، الرئيس الواحد والأربعين للولايات المُتحدة الأمريكيَّة.
- جورج بوش الابن، الرئيس الثالث والأربعين للولايات المُتحدة الأمريكيَّة.
- ماثيو كالبرايث بيري، ضابط أمريكي.
- براكستون براج، قائد عسكري أمريكي.
- أرنولد شوينبيرج، موسيقي ورسَّام نمساوي.
- جاستن ترودو، رئيس وزراء كندا.

### فروع غير معروفة

#### الأسر
- الأسرة المصريَّة الثَّامنة عشر، حيث خرج العديد من حُكامها ضمن السُّلالة R1b، مثل أمنحتب الأول والثاني والثَّالث، وتحتمس الأول إلى تحتمس الرابع، وأخناتون، وتوت عنخ آمون.[27]

#### أشخاص
- يانوش الثَّالث من ماسوفيا، دوق وارسو.
- نيكولاس كوبرنيكوس، عالم رياضيَّاتي وفلكي بولندي.
- نيقولا الثَّاني، آخر الأباطرة الرُّوس، وأولاده الخمسة خرجت نتيجتهم ضمن السُّلالة R1b.
- تشارلز داروين، عالم طبيعة إنجليزي ومُؤلف "أصل الأنواع".
- كيفين بيكن، مُمثل أمريكي.
- روبرت داوني جونيور، مُمثل أمريكي.

## صحة
أظهرت الدراسات أن السُّلالة R1b يمكن أن تكون لها تأثير وقائي على الجهاز المناعي. ومع ذلك، فإن الدراسات اللاحقة أكدت أن الكروموسوم Y له تأثير محدود للغاية على مرض الشريان التاجي (CAD)، على سبيل المثال، وأن العلاقة المزعومة سابقًا بين المجموعات الفردانية الذكوريَّة والصحة بعيدة كل البعد عن إثباتها علميًا.